# Martijn van Strien
Martijn van Strien (Amersfoort, 21 mei 1979) is een  Nederlands voormalig profvoetballer die uitkwam als keeper.
Van Strien speelde voor SV Houten en FC Utrecht voor hij naar Vitesse vertrok. In het seizoen 1997/1998 speelde hij eenmaal voor Vitesse, dat hij in 1999 verliet: hij viel op 27 februari 1998 na 71 minuten in voor Marko Perovic in het duel RKC Waalwijk-Vitesse (0-1)
Hij vertrok naar FC Den Bosch, alwaar hij de eerste drie seizoenen als reserve diende. Vanaf 2002 was hij eerste keus bij FC Den Bosch. Hij maakte deel uit van de selectie die in het seizoen 2003/04 onder leiding van trainer-coach Gert Kruys rechtstreekse promotie wist af te dwingen naar de eredivisie. Ondanks dat hij bij FC Den Bosch nog een contract had tot de zomer van 2007 vertrok hij in juni 2006 transfervrij naar Stormvogels Telstar. Vanaf 2009 speelt hij voor V.V. IJsselmeervogels. Vanaf de zomer van 2012 gaat hij voor JVC Cuijk spelen.
In 2006 deed Martijn van Strien mee aan het Net5 programma 'Het Blok' samen met zijn vriendin Soraya.

## Clubstatistieken
| Seizoen   | Club                  | Duels | Goals | Competitie     |
| --------- | --------------------- | ----- | ----- | -------------- |
| 1997/1998 | Vitesse               | 1     | 0     | Eredivisie     |
| 1998/1999 | Vitesse               | 0     | 0     | Eredivisie     |
| 1999/2000 | FC Den Bosch          | 0     | 0     | Eredivisie     |
| 2000/2001 | FC Den Bosch          | 0     | 0     | Eerste divisie |
| 2001/2002 | FC Den Bosch          | 0     | 0     | Eredivisie     |
| 2002/2003 | FC Den Bosch          | 21    | 0     | Eerste divisie |
| 2003/2004 | FC Den Bosch          | 23    | 0     | Eerste divisie |
| 2004/2005 | FC Den Bosch          | 12    | 0     | Eredivisie     |
| 2005/2006 | FC Den Bosch          | 4     | 0     | Eerste divisie |
| 2006/2007 | Stormvogels Telstar   | 28    | 0     | Eerste divisie |
| 2007/2008 | Stormvogels Telstar   | 38    | 0     | Eerste divisie |
| 2008/2009 | Stormvogels Telstar   | 31    | 0     | Eerste divisie |
| 2009/2010 |                       |       |       |                |
| 2010/2011 | V.V. IJsselmeervogels | 31    | 0     | Topklasse      |
| 2011/2012 | V.V. IJsselmeervogels | 19    | 0     | Topklasse      |
| 2012/2013 | JVC Cuijk             | 7     | 0     | Topklasse      |
| Totaal    |                       | 215   | 0     |                |

Bijgewerkt t/m 29 dec. 2012